# Tipsport Grandslam
Tipsport Grandslam je finanční odměna ve výši 2 milionů korun vyplácená dlouhodobě nejlepšímu týmu ve hře CS:GO a následně CS2 na československé esportové scéně

## Pravidla
Tipsport Grandslam získá tým, který zvítězí v 5 z 8 po sobě jdoucích turnajích v rámci série Tipsport MČR CS a Road to MČR. Pokud tým odehraje turnaj zařazený do série Tipsport Grandslam se základní soupiskou, na které nebudou stejní alespoň tři hráči jako v posledním turnaji, který tým v rámci Tipsport Grandslamu odehrál, tým přijde o všechny doposud získané body v rámci Tipsport Grandslam. Výhra Tipsport Grandslamu jakýmkoli týmem resetuje získané dílčí výhry všech ostatních týmů do té doby.

## Seznam vítězů
1 – Dynamo Eclot (17. března 2024)